# Ісела Вега
Ісела Вега Дурасо (ісп. Isela Vega Durazo; 5 листопада 1939, Ермосійо, Сонора — 9 березня 2021, Мехіко) — мексиканська акторка та співачка.

## Життєпис
Народилася 5 листопада 1939 року в місті Ермосійо, штат Сонора, в родині Артуро Вега і Марії Дурасо. 1957 року, в 18-річному віці, завоювала титул Принцеси карнавалу в Масатлані, після чого почала працювати моделлю. Її дебют у мексиканському кінематографі відбувся 1960 року в фільмі «Бурхливе літо» з Педро Армендарісом у головній ролі. Співпрацю з американськими кінокомпаніями почала 1973 року з ролі Марії в низькобюджетному фільмі жахів «Смертельні переслідувачі».
Справжній успіх їй принесла роль повії Еліти у культовому бойовику «Принесіть мені голову Альфредо Гарсія» (1974) американського режисера Сема Пекінпа, де вона також заявила про себе як про співачку.
У липні 1974 року стала першою латиноамериканкою, чиї фотографії з'явилися на сторінках північноамериканської версії журналу «Playboy».
1984 року отримала премію Арієль як найкраща акторка за роль у фільмі «Чорна вдова» режисера Артуро Ріпштейна. Також помітною стала її роль Ельвіри в фільмі жахів «Грибна людина», який мав успіх в радянському прокаті. 1986 року виступила як режисерка, сценаристка (як співаторка Уго Аргуельйоса) та продюсерка з містичним трилером «Закохані володаря ночі». Пізніше багато знімалася на телебаченні. 2017 року отримала почесну премію Золотий Арієль за кар'єрні досягнення. Її останньою роллю стала донья Вікторія Агірре у телесеріалі «Дім квітів» виробництва Netflix, за участю Вероніки Кастро, Айслінн Дербес та інших.
Ісела Вега померла 9 березня 2021 року у Мехіко від раку легень в 81-річному віці.

## Особисте життя
Двоє дітей акторки — старший син Артуро Васкес (нар. 31 січня 1964) від шлюбу зі співаком Альберто Васкесом, який також став співаком, та мододша дочка Шаула, акторка і танцюристка, від стосунків з актором Хорхе Луке.

## Вибрана фільмографія
| Рік       |   | Українська назва                      | Оригінальна назва                   | Роль                  |
| --------- | - | ------------------------------------- | ----------------------------------- | --------------------- |
| 1960      | ф | Бурхливе літо                         | Verano violento                     | Кармен                |
| 1968      | ф | Кімната страху                        | La càmara del terror                | Ельга                 |
| 1968      | ф | Для моєї зброї                        | Por mi pistolas                     | Лупіта Санчес         |
| 1969      | ф | Сеньйора Смерть                       | Señora Muerte                       | Ліса                  |
| 1969      | ф | Пізньої ночі                          | Las golfas                          | Отілія                |
| 1971      | ф | Правила гри                           | Las reglas del juego                | Вероніка              |
| 1972      | ф | Кінець фієсти                         | Fin de fiesta                       | Сільвія               |
| 1973      | ф | Смертельні переслідувачі              | Deadly Trackers                     | Марія                 |
| 1974      | ф | Принесіть мені голову Альфредо Гарсія | Bring Me the Head of Alfredo Garcia | Еліта                 |
| 1975      | ф | Крик черепахи                         | El llanto de la tortuga             | Діана                 |
| 1976      | ф | Грибна людина                         | El hombre de los hongos             | Ельвіра               |
| 1976      | ф | Селестіна                             | Celestina                           | Мелібея               |
| 1977      | ф | Чорна вдова                           | La viuda negra                      | Матеа Гутьєрес        |
| 1978      | ф | Червоне золото                        | Oro rojo                            | Марія                 |
| 1980      | ф | Навахеро                              | Navajeros                           | Мерседес              |
| 1981      | ф | Жінки Єремії                          | Las mujeres de Jeremías             | Тамар                 |
| 1984      | ф | Мокрий грінго                         | Gringo mojado                       | Мона Мур              |
| 1984      | ф | Нана                                  | Naná                                | Сатін                 |
| 1986      | ф | Закохані володаря ночі                | Los amantes del señor de la noche   | Ампаро                |
| 1994      | с | Сеньйора Спокуса                      | Señora tentacion                    | Тамара                |
| 1997      | с | Добрі люди                            | Gente bién                          | Мерседес Фігероа      |
| 1999      | ф | Закон Ірода                           | La ley de Herodes                   | донья Лупе            |
| 2000      | с | Рамона                                | Ramona                              | Матеа                 |
| 2005—2007 | с | Жінка, випадки з реального життя      | Mujer, casos de la vida real        | різні персонажі       |
| 2007      | ф | Вигнаний з неба                       | Fuera del cielo                     | мати                  |
| 2007      | с | Пристрасть                            | Pasión                              | Марія Хула            |
| 2008      | с | Термінал                              | Terminales                          | Емма Діас             |
| 2008      | с | Жінки-вбивці                          | Mujeres asesinas                    | Маргарита Раскон      |
| 2010      | с | Дівчинка мого серця                   | Niña de mi corazón                  | Белен                 |
| 2010      | ф | Відроди в мені життя                  | Arrácane la vida                    | Циганка               |
| 2010      | ф | Пекло                                 | El infierno                         | донья Росаура         |
| 2013      | ф | Години з тобою                        | Las horas contigo                   | донья Марі            |
| 2014—2015 | с | Італійка збирається заміж             | Muchacha italiana viene a casarse   | донья Елоїза Анхелес  |
| 2015      | ф | Єремія                                | El Jeremías                         | Ермінія               |
| 2016      | с | Як то кажуть                          | Como dice el dicho                  | Палома                |
| 2016—2017 | с | Чема                                  | El Chema                            | донья Селія Мендівіль |
| 2017      | с | Без твого погляду                     | Sin tu mirada                       | Домінга               |
| 2018—2019 | с | Лайк                                  | Like                                | Едуарда               |
| 2019—2020 | с | Дім квітів                            | La cada de las flores               | донья Вікторія Агірре |
| 2020      | с | Сінді ла Регія                        | Cindy la Regia                      | Мерседес              |

## Нагороди та номінації
Арієль
- 1984 — Найкраща акторка (Чорна вдова).
- 2000 — Найкраща жіноча роль другого плану (Закон Ірода).
- 2007 — Найкраща жіноча роль другого плану (Вигнаний з неба).
- 2015 — Найкраща жіноча роль другого плану (Години з тобою).
- 2016 — Номінація на найкращу акторку другого плану (Єремія).
- 2017 — Золотий Арієль за кар'єрні досягнення.

TVyNovelas Awards
- 2008 — Номінація на найкращу роль у виконанні заслуженої акторки (Пристрасть).
- 2016 — Номінація на найкращу роль у виконанні заслуженої акторки (Італійка збирається заміж).
- 2018 — Номінація на найкращу роль у виконанні заслуженої акторки (Лайк).

ACE Awards
- 2001 — Найкраща акторка другого плану (Закон Ірода).
- 2010 — Найкраща акторка другого плану (Відроди в мені життя).